# Minuetto in sol maggiore (BWV Anh. 114)
Il minuetto in Sol maggiore è una delle opere più conosciute di Christian Petzold, assieme al minuetto in sol minore.
Fino agli anni settanta il minuetto è stato erroneamente attribuito a Johann Sebastian Bach ed era stato catalogato con la sigla BWV Anh. 114.
Il brano, contenuto nel Piccolo libro di Anna Magdalena Bach, è molto usato nella didattica del pianoforte poiché  presenta un semplice esempio di contrappunto unito a, in alcune versioni, trilli e acciaccature di facile esecuzione; costituendo quindi una ottima introduzione agli abbellimenti per lo studente.